# مادلين ستو
مادلين ستو (بالإنجليزية: Madeleine Stowe) ممثلة أمريكية من مواليد 18 أغسطس 1958، حاصلة على جائزة الغولدن غلوب 1994 لأفضل فريق ممثلين عن دورهم في فيلم طريق مختصر.

## طالعا أيضا
- مسلسل الانتقام
- فيلم انتقام
- فيلم انتقام انجلو

## مواقع خارجية
- مادلين ستو على موقع IMDb (الإنجليزية)
- مادلين ستو على موقع روتن توميتوز (الإنجليزية)
- مادلين ستو على موقع مونزينجر (الألمانية)
- مادلين ستو على موقع ألو سيني (الفرنسية)
- مادلين ستو على موقع تيرنر كلاسيك موفيز (الإنجليزية)
- مادلين ستو على موقع أول موفي (الإنجليزية)
- مادلين ستو على موقع قاعدة بيانات الأفلام السويدية (السويدية)
- مادلين ستو على موقع إن إن دي بي (الإنجليزية)
- مادلين ستو على موقع قاعدة بيانات الفيلم (الإنجليزية)
- Madeleine Stowe في دليل التلفاز
- Madeleine Stowe نسخة محفوظة 18 أكتوبر 2015 على موقع واي باك مشين. at بيبول